# Örnbräken
Örnbräken (Pteridium aquilinum) tillhör ormbunksväxterna.

## Beskrivning
Örnbräken bildar mer eller mindre täta bestånd av enstaka stående blad, som har styvt och upprätt skaft och 3-dubbelt parbladig skiva. Redan då ljungen blommar, börjar örnbräken gulna och står under hösten med livligt rödgul färg för att vissna ned innan vintern kommer. Bladens enstaka växtsätt beror på jordstammens långsträckta ledstycken. Namnet "örnbräken" kommer av att man, om man skär av stjälkbasen något på sned, kan se ledningssträngarna bilda en figur med viss likhet med en heraldisk dubbelörn.
Kromosomtal 2n = 104.
Från andra ormbunkar avviker Pteridium genom att sporgömmena sitter utmed bladflikarnas kant, och att indusiet bildas av själva bladkanten, som är tillbakavikt över sporgömmena. (Se figur 2 i stora bilden till höger.)
Örnbräken besitter ett ganska omfattande kemiskt självförsvar, med till exempel tanniner, fenoler och cyanidfrisläppande glykosider. Växten innehåller även två cancerogener. Detta innehåll gör örnbräken olämplig som djurfoder.

## Habitat
Örnbräken är vanlig på många håll i världen. I Skandinaviens södra och mellersta skogsområden allmän.
I betesvall betraktas örnbräken som ogräs, och bekämpas manuellt genom ryckning. Eftersom roten tränger djupt ned krävs ett stadigt tvåhandsgrepp om skaftet, varpå ryckning sker rakt upp.

### Utbredningskartor
- Norden
- Norra halvklotet

## Biotop
Torra marker.

## Etymologi
- Släktnamnet Pteridium kommer av latin pteris = vinge med syftning på den stora triangulära bladskivan.
- Artepitetet aquilinum kommer av latin aquila = örn, ty om jordstammen skärs itu ser det ut som siluetten av en flygande örn'
- Namnet "örnbräken" kommer av att man, om man skär av stjälkbasen något på sned, kan se ledningssträngarna bilda en figur som har viss likhet med en heraldisk dubbelörn ("tvehövdad örn").

## Användning
Örnbräken har i äldre tider som torkad använts till stoppning i madrasser, till strö, till eldning med mera och även som maskdödande medel. Växten är otjänlig som djurfoder, och kan orsaka förgiftning hos kor och hästar.

## Alternativa vardagliga namn
- Bräken
- Slokörnbräken (Underart)
- Taigaörnbräken (Underart) (Se taiga.)

## Bilder

Bildgalleri
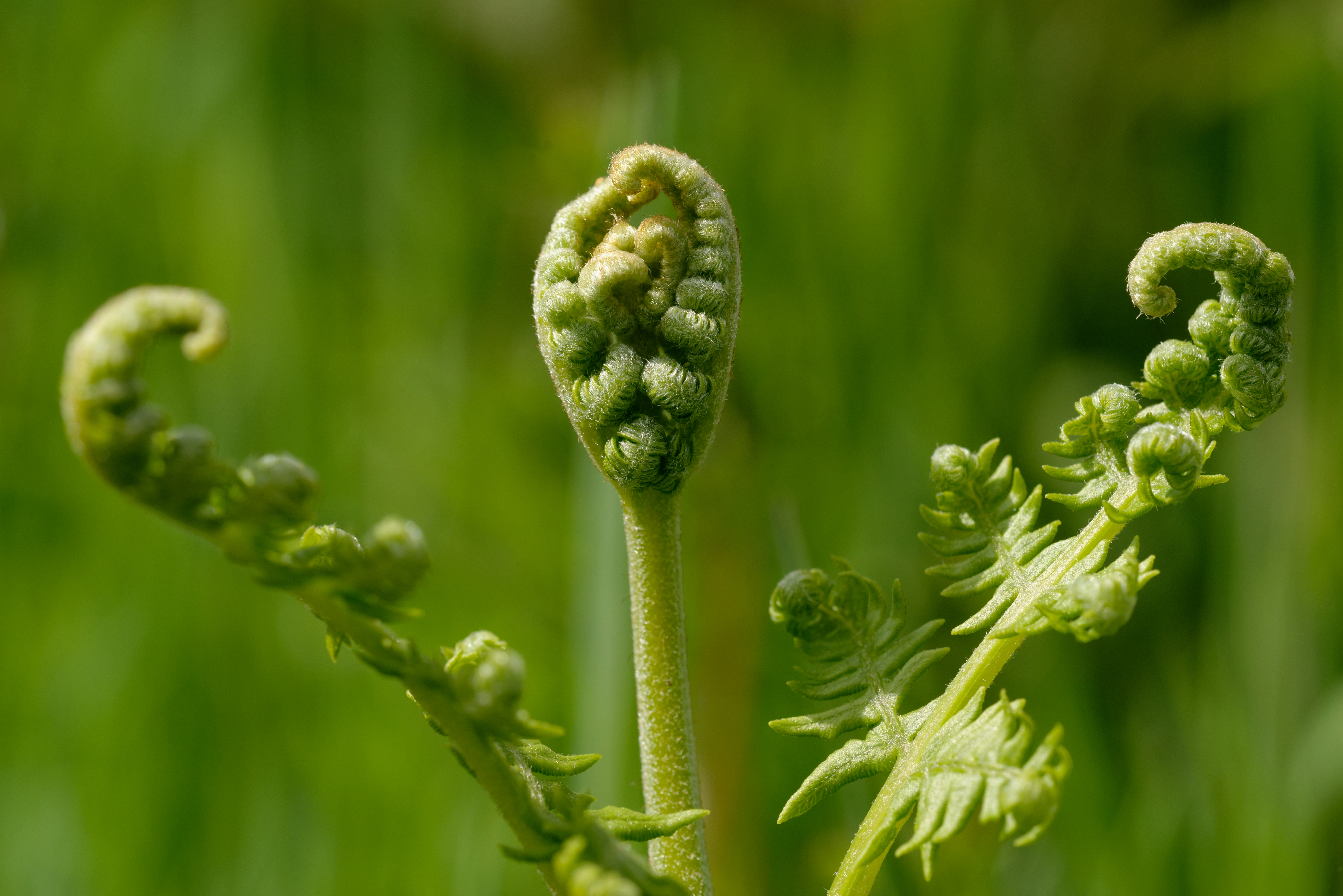
Blivande blad
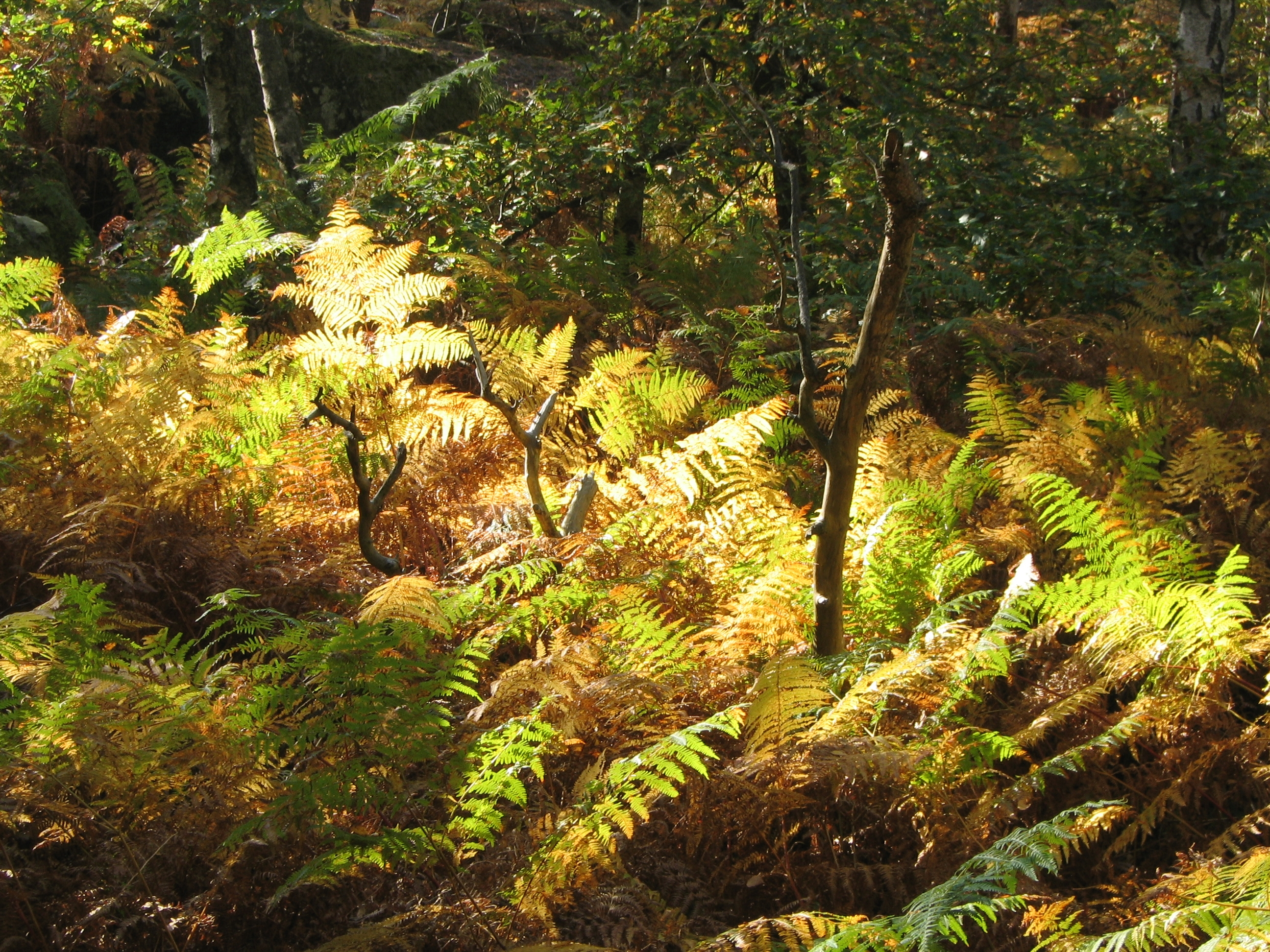
Gulnar på hösten
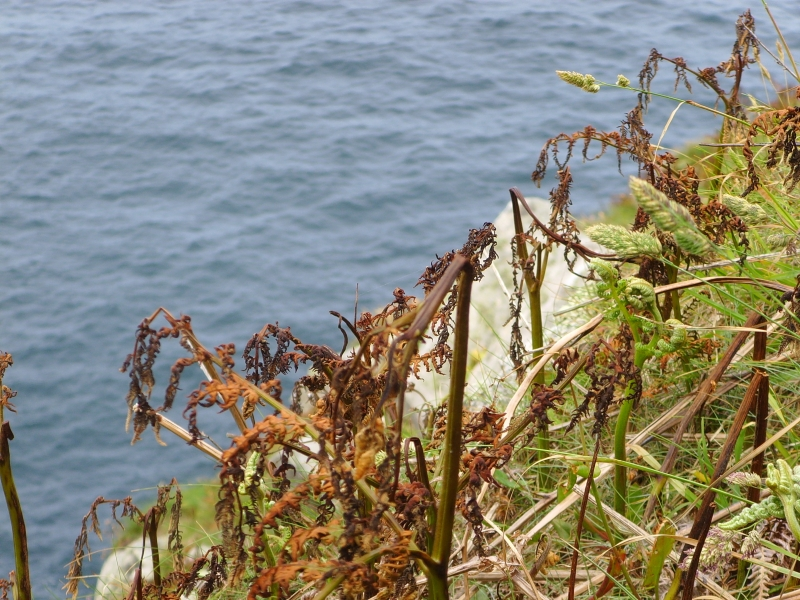
Skadad p g a saltstänk från havet
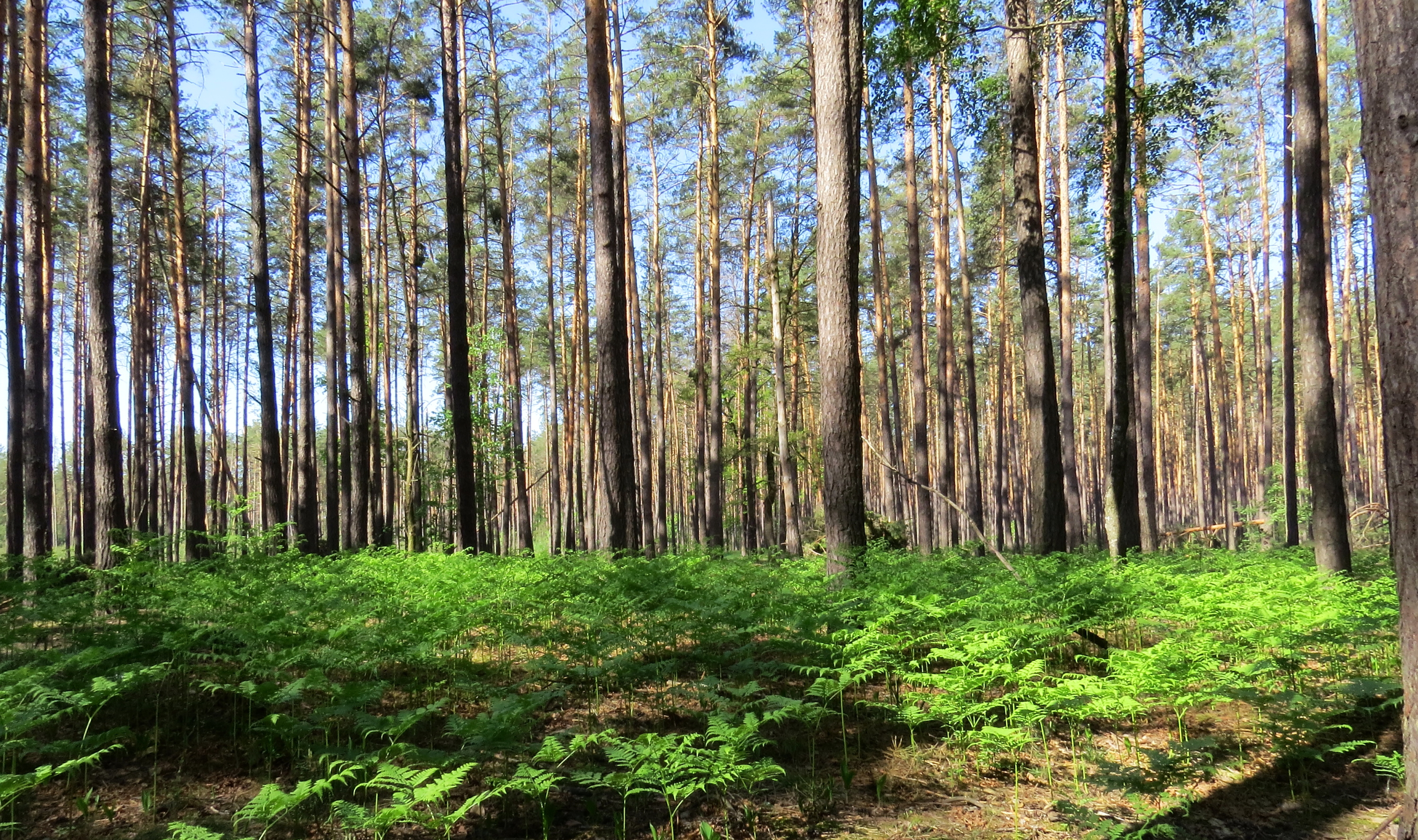
Ett tätt bestånd Lägg märke till de höga, upptättstående stjälkar, som uppbär bladskivorna
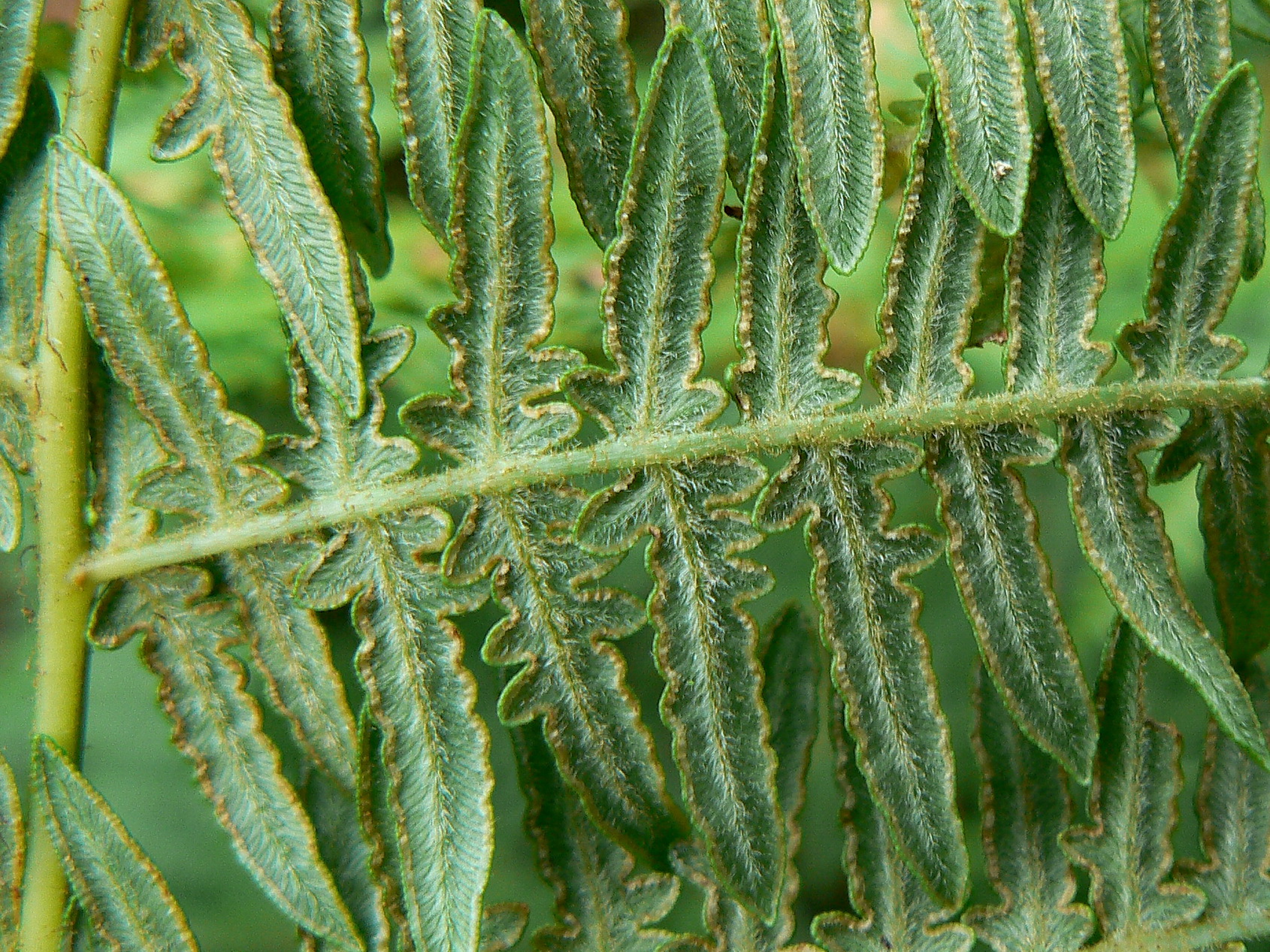
Undersidan av blad med sporgömmen längs kanterna
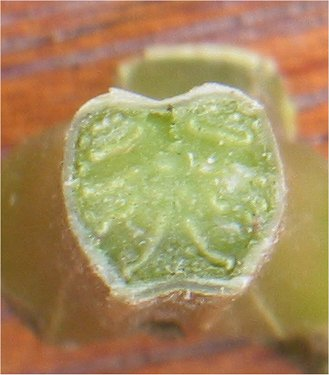
Genomskärning av en stjälk
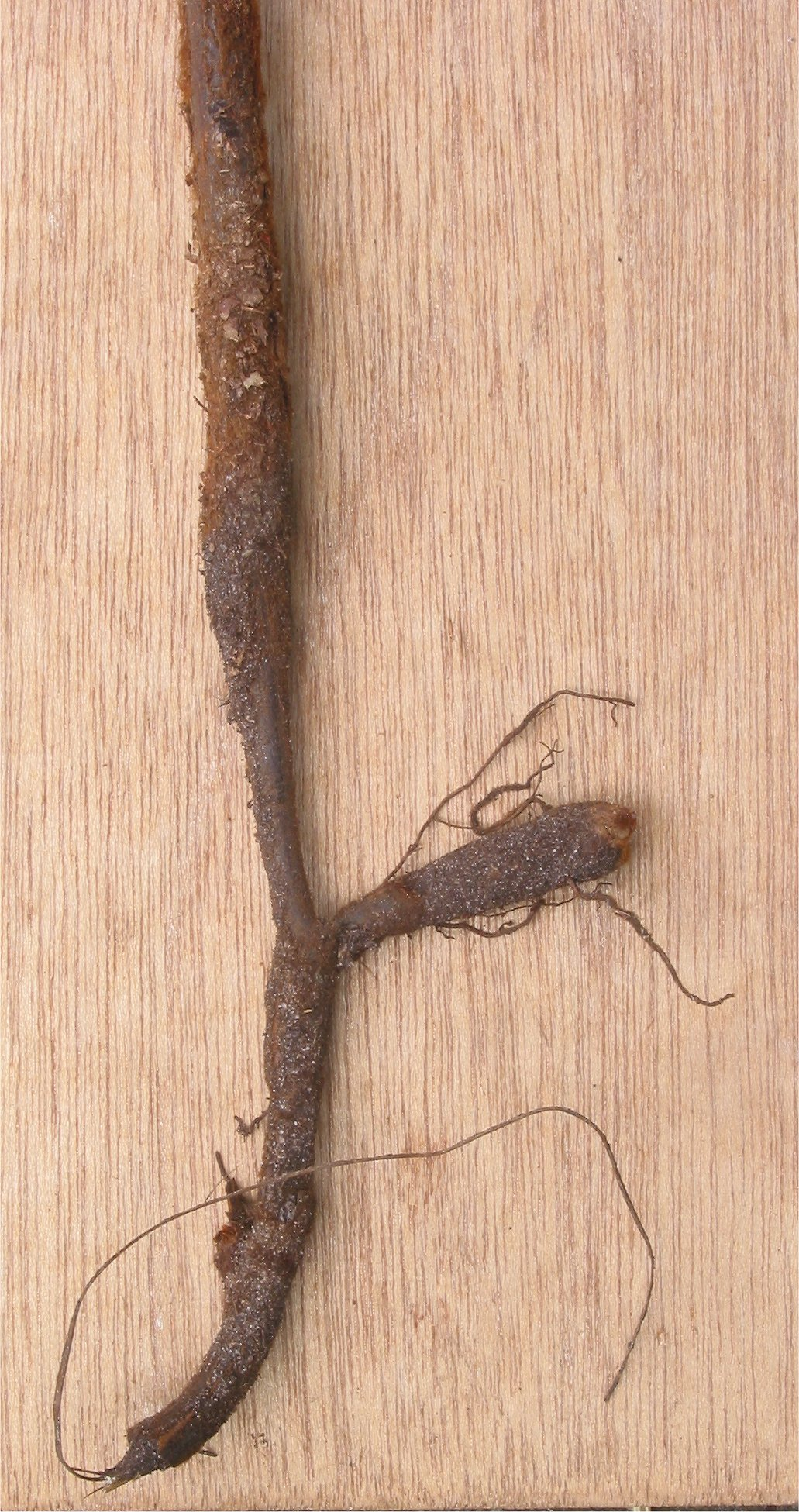
Rot
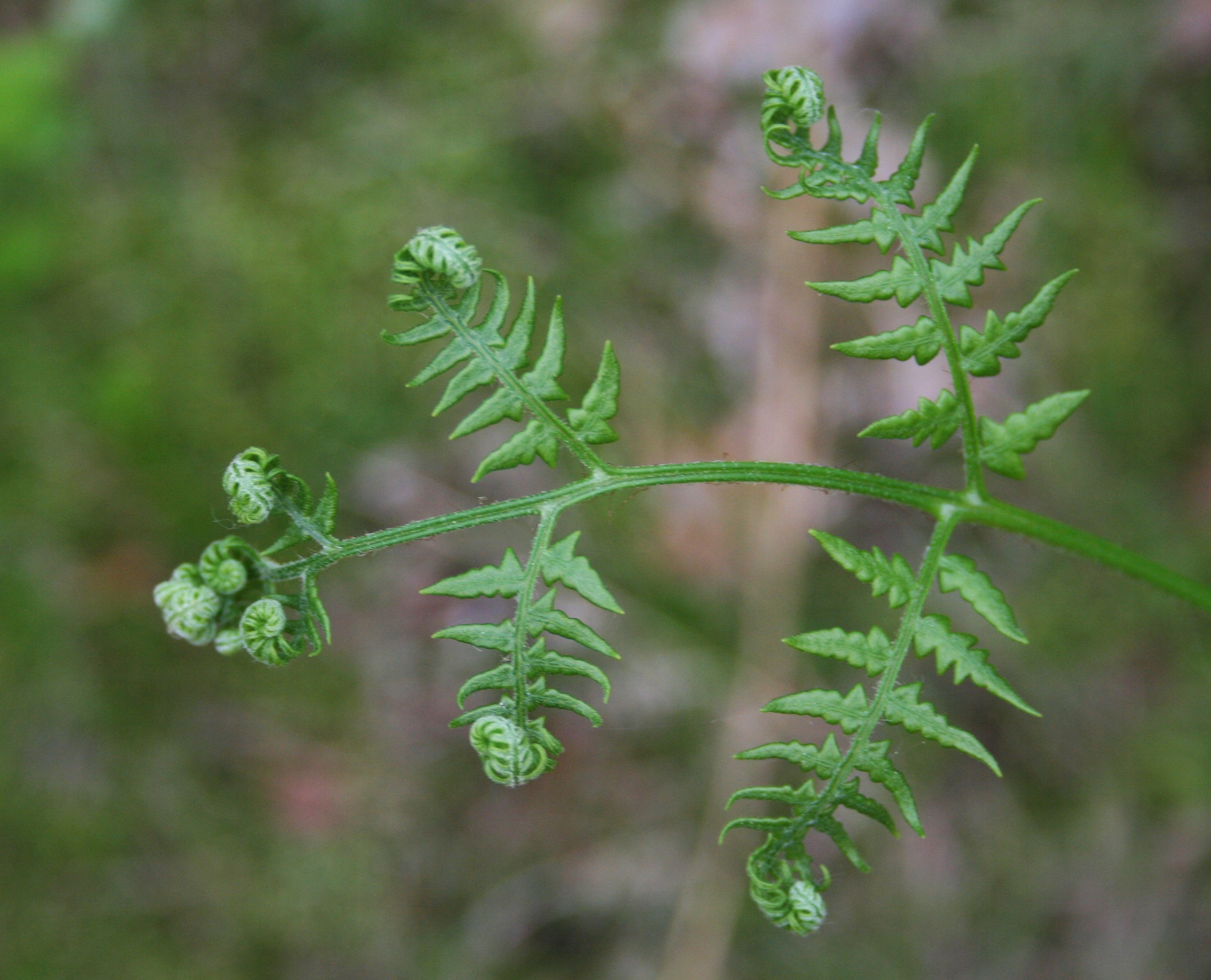
Pteridium aquilinum subsp. pinetorum
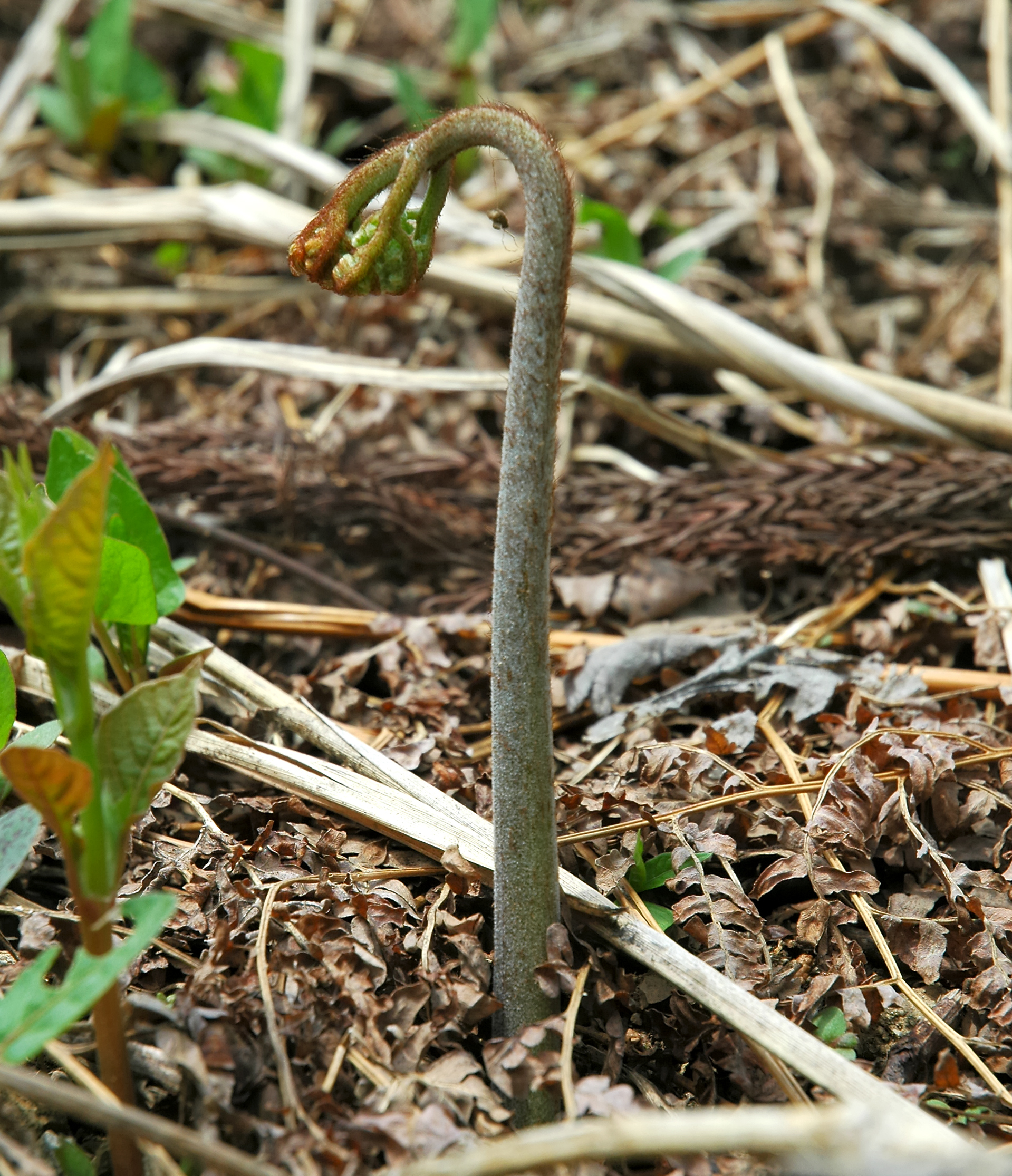
Pteridium aquilinum subsp. japonicum
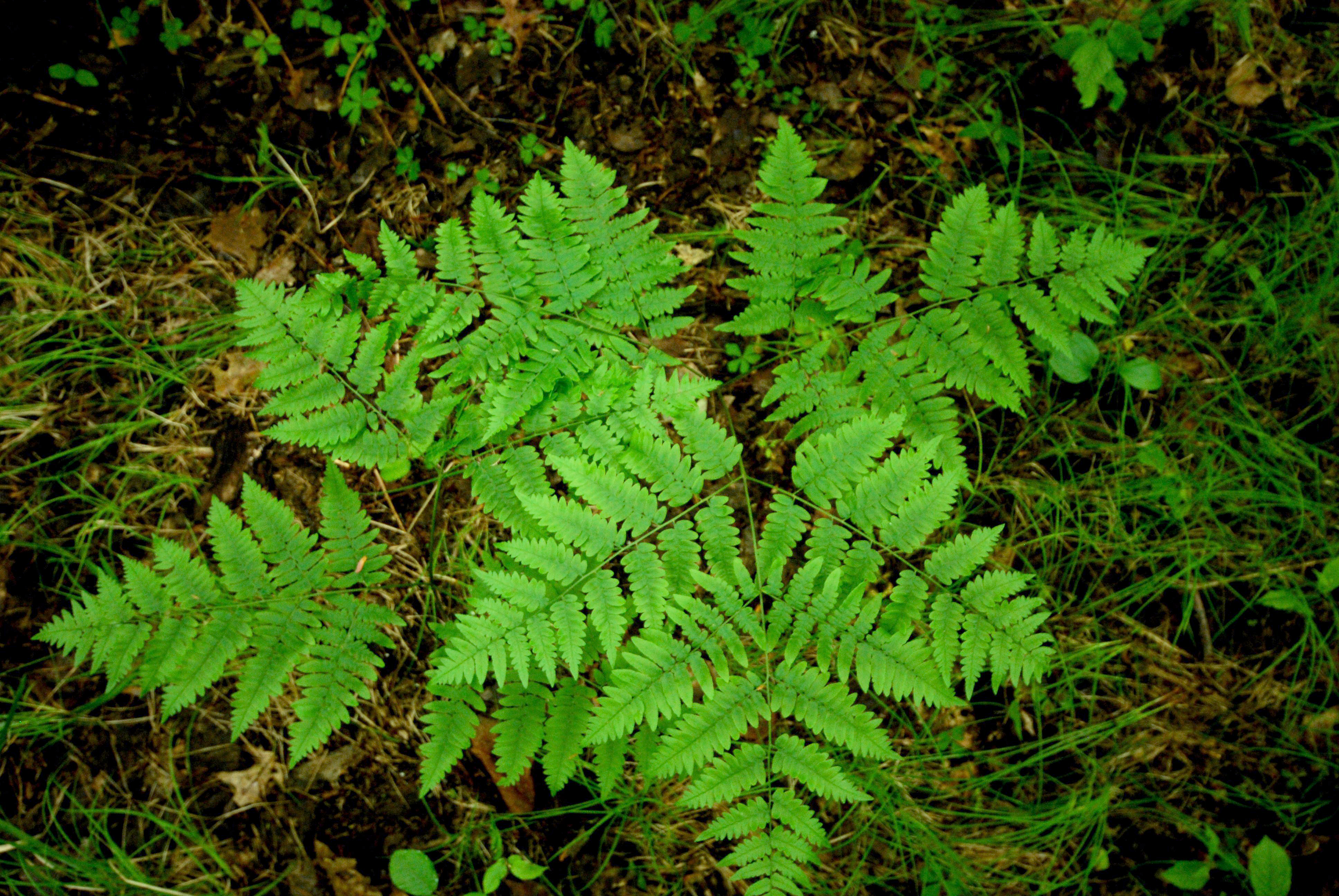
Pteridium aquilinum subsp. latiusculum
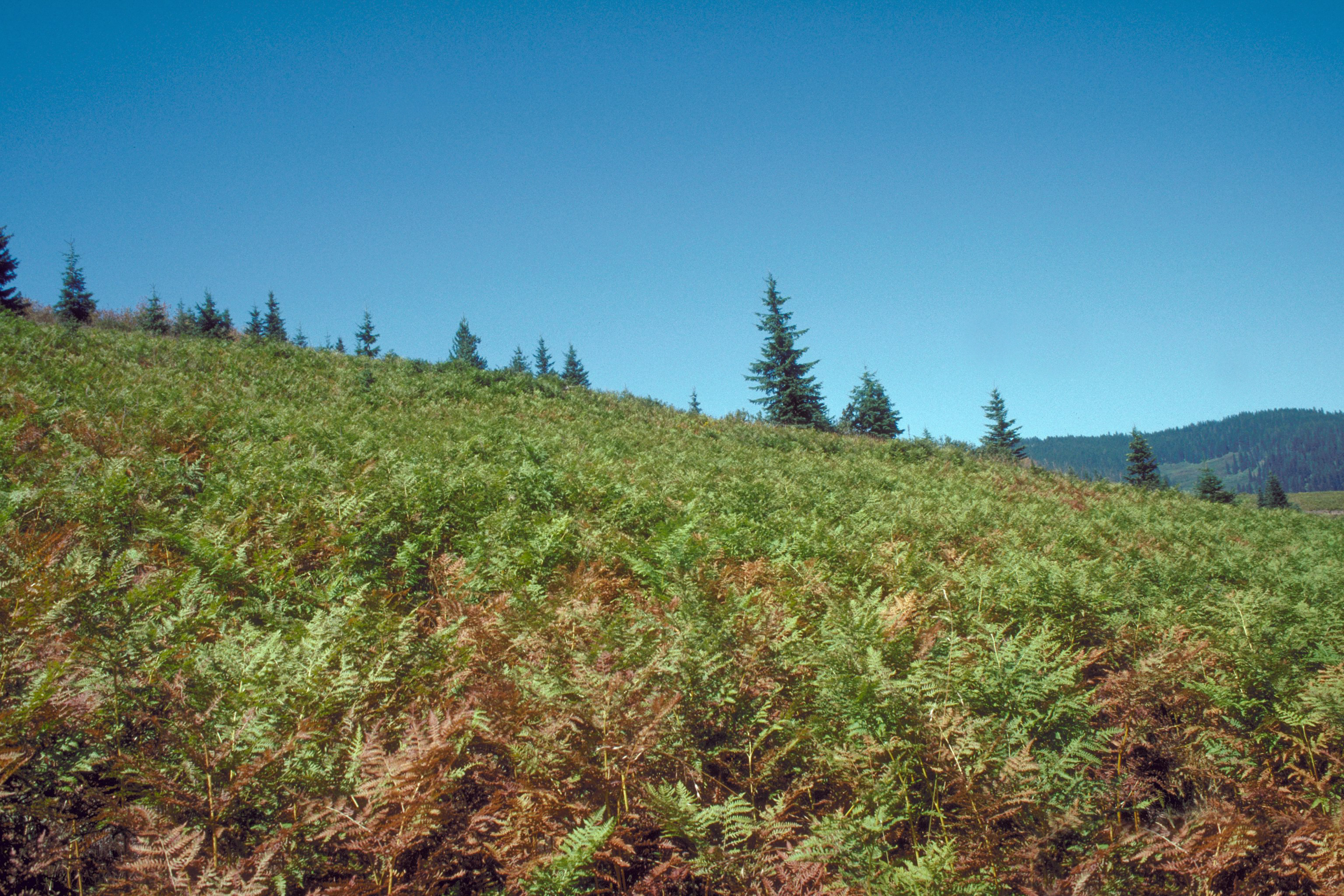
Pteridium aquilinum subsp pubescens
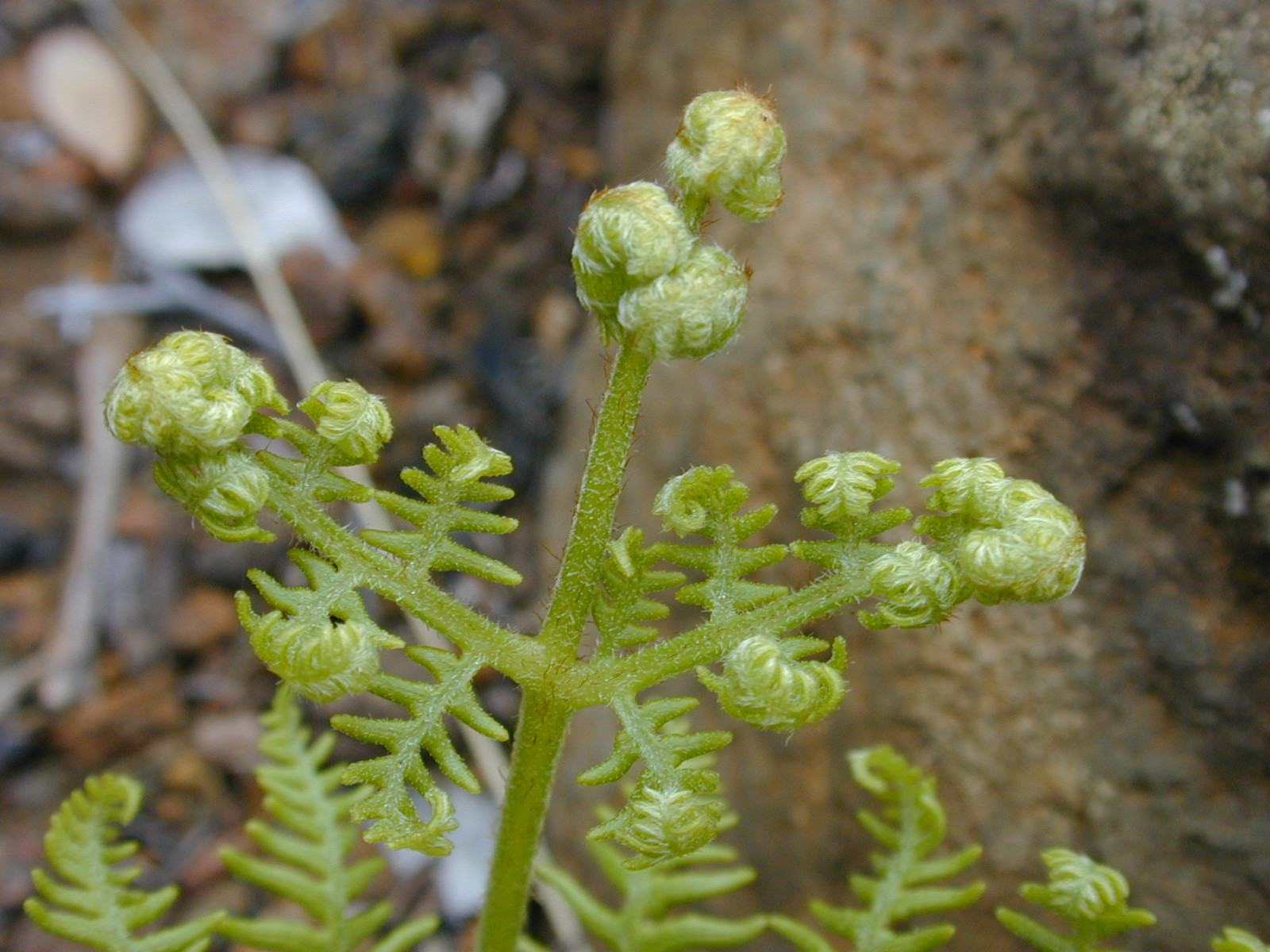
Pteridium aquilinum var. decompositum